# Olecko Wąskotorowe
Olecko Wąskotorowe – zlikwidowana wąskotorowa stacja kolejowa w Olecku, w województwie warmińsko-mazurskim, w Polsce.
Olecko Wąskotorowe było główną stacją Oleckiej Kolei Wąskotorowej. Tu znajdowały się parowozownia, warsztaty naprawcze, urządzenia przeładunkowe (rampa czołowo-boczna, wagi wagonowe i wozowe, magazyny). Stacja funkcjonowała w latach 1911–1945.  
Stacja została zlikwidowana ze względu na fakt, że Olecka Kolej Wąskotorowa nie została odbudowana po zniszczeniach wojennych.